# Johann Lange (Orgelbauer)
Johann Lange (* 4. September 1543 in Wesselburen; begraben 17. November 1616 in Kamenz) war ein Orgelbauer in Kamenz in Sachsen. Er wirkte vor allem in der Oberlausitz und gilt als führender sächsischer Orgelbauer des 16. Jahrhunderts.

## Leben
Lange stammte aus Wesselburen in Dithmarschen. In der Chronik von Bischofswerda wird er entsprechend als „Johann Largen von Camentz/Ditmariensem“ bezeichnet. Belegt ist auch die Namensform „Hanß Lange“. Er erlernte den Orgelbau vermutlich bei Hans Scherer dem Älteren und siedelte sich 1576 in Kamenz an. Von 1576 bis 1577 wohnte er im Hotel Goldener Stern, später im Goldenen Hirsch in Kamenz und erneuerte dort die Orgel der Stadtkirche. Seine Werkstatt fand er im 1565 säkularisierten Franziskanerkloster, wo er einen Schmelzofen errichten ließ.
Am 8. Mai 1578 erwarb er das Bürgerrecht in Kamenz, kaufte ein eigenes Haus in oder bei der Tuchmachergasse (heute: Pulsnitzer Straße) und heiratete im Jahr 1581 Margaretha Bulling (begraben am 20. September 1632 in Kamenz), die Tochter eines Schneidermeisters der Stadt. Offenbar war Lange Schwager von Magister Justus Gebhardt, gegen dessen Nachfolger er im Wirtshaus üble Nachrede verbreitete und deshalb zu drei Wochen Kerkerhaft verurteilt wurde.
Mutmaßlicher Schüler Langes in Kamenz war Gottfried Fritzsche. Neben seinem Sohn Hans und Joachim Zschuck (Plauen) erlernte möglicherweise auch Martin Wanningk (Kamenz) den Orgelbau bei Lange. Am 6. September 1593 war Lange Taufpate von dessen Sohn Gabriel. Bei der Überholung der beiden Orgeln in der Dresdner Kreuzkirche wirkte ein Sohn Langes mit. Der jüngste Sohn Tobias (getauft am 15. Dezember 1612 in Kamenz; † um 1635 ebenda) war Gold- und Silberarbeiter und Ältester der Gemeinde in Kamenz. Er heiratete am 19. September 1622 in Kamenz Margaretha Schober (getauft am 14. Januar 1604 in Kamenz; † 1680). Über ihn war Lange Vorfahr von Gotthold Ephraim Lessing mütterlicherseits.

## Werk
Von Lange sind mehr als 20 orgelbauliche Tätigkeiten (Neubauten, Umbauten und Reparaturen) nachgewiesen, die sich auf die Oberlausitz konzentrierten, aber im Einzelfall bis nach Sachsen und darüber hinausreichen. Er schuf Orgeln im Stil der Spätrenaissance mit seitlichen Flügeltüren. Wahrscheinlich verwendete er ausschließlich die Schleiflade. Seine großen Orgeln verfügten über einen ausgebauten Prinzipal- und Flötenchor im Oberwerk und meist zwei Regalregister im Brustwerk in Acht- und Vier-Fuß-Lage. Das Pedal war mit nur wenigen Registern schwach besetzt und vermutlich fest an das Oberwerk angekoppelt. Für einzelne 16-Fuß-Register im Pedal setzte Lange Transmissionen ein. Reich ausgestattet und modern besetzt war hingegen das Rückpositiv mit zahlreichen Flöten- und Solostimmen sowie Zungenregistern. Lange vermittelte den hochentwickelten norddeutsch-niederländischen Orgelbau nach Mitteldeutschland. Das Pedal der Orgel in Trachenberg war bis zu g1 ausgebaut, aber ähnlich wie bei den beiden Leipziger Orgeln mit wenigen Registern nur bis in Vier-Fuß-Lage besetzt. Zungenstimmen waren im Oberwerk nicht, im Brustwerk wie üblich nur mit kurzen Bechern vertreten, nahmen insgesamt aber ein Viertel des Registerbestandes ein. Die Flötenregister (Weitchor) waren stärker ausgebaut, aber nur bis in Vier-Fuß-Lage.
Lange gilt als führender Orgelbauer Sachsens im 16. Jahrhundert. Eine Inschrift aus dem Jahr 1576 am Rückpositiv der Orgel in Lützen, St. Viti, führte dazu, dass dieses Werk Lange zugeschrieben wurde. Der Orgelbauer Georg Lange ist aber nicht mit Johann Lange identisch. Von seinen Orgeln ist nichts erhalten. Ein kleines Positiv von 1580 oder 1584, das im Stil der Renaissance reich verziert war, wurde 1945 in der Dresdner Rüstkammer durch Kriegseinwirkung zerstört.

## Werkliste
Die römische Zahl bezeichnet die Anzahl der Manuale, ein großes „P“ ein selbstständiges Pedal, ein kleines „p“ ein nur angehängtes Pedal und die arabische Zahl in der vorletzten Spalte die Anzahl der klingenden Register.
| Jahr                 | Ort           | Gebäude                       | Bild | Manuale | Register | Bemerkungen |
| -------------------- | ------------- | ----------------------------- | ---- | ------- | -------- | --- |
| 1562                 | Torgau        | Stadtkirche                   |      | II/P    | 26       | Umbau, nicht erhalten |
| 1576–1577            | Kamenz        | Stadtkirche                   |      | II/P    | 19       | umfangreiche Erneuerungsarbeiten, nicht erhalten |
| 1579–1580            | Bolesławiec   | Pfarrkirche Mariä Himmelfahrt |      |         |          | |
| 1580                 | Meißen        | Meißner Dom                   |      |         |          | Neubau? |
| 1580 oder 1584       | Dresden       | Schloss, heute: Rüstkammer    |      | I       | 4        | Orgelpositiv mit Schreibpult und dreigeschossigem Aufbau, ursprünglich in der kurfürstlichen Hauskapelle, dann in der Kunstkammer und seit 1892 im Historischen Museum; 1945 zerstört. Unterteil, Gehäuse und künstlerische Gestaltung von Christoph Walther II, siehe oder .                                |
| 1580–1581            | Cottbus       | St. Nikolai                   |      |         |          | |
| 1584                 | Leisnig       | Stadtkirche St. Matthäi       |      | II/P    | 24       | Neubau, 1637 verbrannt |
| 1586                 | Grimma        | Nikolaikirche                 |      |         |          | Neubau, Zuschreibung, nicht erhalten |
| 1587                 | Wurzen        | Dom St. Marien zu Wurzen      |      |         |          | |
| 1590, 1602           | Bischofswerda | Stadtkirche                   |      | II/P    | 20       | 1590 Erneuerung und Erweiterung der Orgel von Jacob Weinreb (1565) und Stephan Koch (1571); nach dem Stadtbrand von 1596 folgte 1602 eine weitere Renovierung oder ein Neubau; 1690 ersetzt |
| 1591–1592            | Torgau        | Stadtkirche                   |      | II/P    | 26       | Neubau; 1872 ersetzt |
| 1593–1594, 1605–1607 | Rochlitz      | St. Kunigunde                 |      | III/p   | 22       | Neubau unter Einbeziehung älterer Gehäuseteile in zwei Bauphasen; 1862 ersetzt |
| 1594                 | Treben        | Dorfkirche                    |      | I       |          | |
| 1596                 | Finsterwalde  | St. Trinitatis                |      | II/P    | 26       | |
| 1595–1598            | Altenburg     | St. Bartholomäi               |      | II/P    | 23       | Umbau |
| 1597–1598            | Leipzig       | Nikolaikirche                 |      | II/P    | 27       | Gehäuse von Valentin Silbermann und Seitenflügel von Thomas Lichtenstein und Gesellen Heinrich Eckersen; bereits 1575/1576 Reparatur durch Lange; Neubau für 2900 Gulden, Disposition bei Michael Praetorius, Syntagma musicum; mehrfach umgebaut und 1787 ersetzt (Aquarell von Carl Benjamin Schwarz 1785) |
| 1598–1599            | Altenburg     | Schlosskirche (Große Orgel)   |      | II/P    | 16       | Reparatur der Orgel (um 1500); 1640 ersetzt |
| 1600                 | Trachenberg   | Ev. Kirche                    |      | II/P    | 28       | Neubau |
| 1598–1601            | Leipzig       | Thomaskirche                  |      | III/P   | 25       | Umbau für 1700 Gulden, der einem Neubau gleichkam, mehrfach umgebaut und 1885 ersetzt; Disposition bei Michael Praetorius, Syntagma musicum; |
| 1601                 | Oschatz       | St. Aegidien                  |      |         |          | Neubau; 1616 verbrannt |
| 1603                 | Eilenburg     | Marienkirche                  |      |         |          | Neubau; ersetzt durch einen Neubau von Conrad Geißler (1864) |
| 1603–1604            | Döbeln        | St. Nikolaikirche             |      |         |          | Neubau im Turm, Rückpositiv ragt ins Kirchenschiff; 1765 beim Deckeneinsturz schwer beschädigt; nicht erhalten |
| 1605                 | Dresden       | Kreuzkirche                   |      | II/P    |          | Überholung der Haupt- und Chororgel von Blasius Lehmann (1512–1514); nicht erhalten |
| 1606                 | Dresden       | Dreikönigskirche              |      | I       |          | Erneuerung der Orgel von Caspar Koler (1489); nicht erhalten |
| 1608                 | Göda          | St. Peter und Paul            |      | I       | 10       | Neubau |
| 1615                 | Löbau         | St. Nikolai                   |      |         |          | Neubau |